# Turckheim
Turckheim (în germană Türkheim) este un oraș în Franța, în departamentul Haut-Rhin, în regiunea Alsacia.